# Дебелина
Дѐбелѝна (на гръцки: Φουντουκιά, Ντεμπλεντέ, Ντέπλενε) е южен дял на планината Боздаг (Фалакро), Гърция.

## Описание
Дебелина е хребет южно от Волак (Волакас) и западно от Кончен и Бъбълец (Пирги). Височината му е 1362 m.
Според Васил Кънчов Дебелина обхваща най-високите части на планината покрай западното поречие на Места до вливането ѝ в Бяло море, включително по-ниската планина Чалдаг. Езиковедът Йордан Н. Иванов смята, че Дебелина е голият хребет, който се спуска от връх Вардина на юг с най-висок връх Тикълница.

## Етимология
Според Йордан Н. Иванов името на върха произлиза от прилагателното дебел, „широк“, „дебел“ за планински хребет и наставката -ина подобно на разпространения български топоним Го̀лина. Името има двойно ударение в местните говори.